# Introdukcja

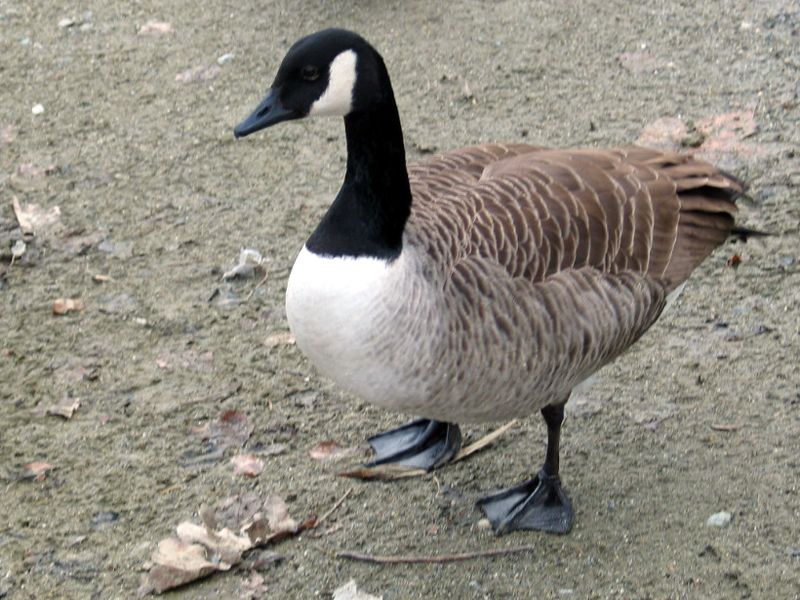
Bernikla kanadyjska (Branta canadensis) została introdukowana w kilku krajach europejskich

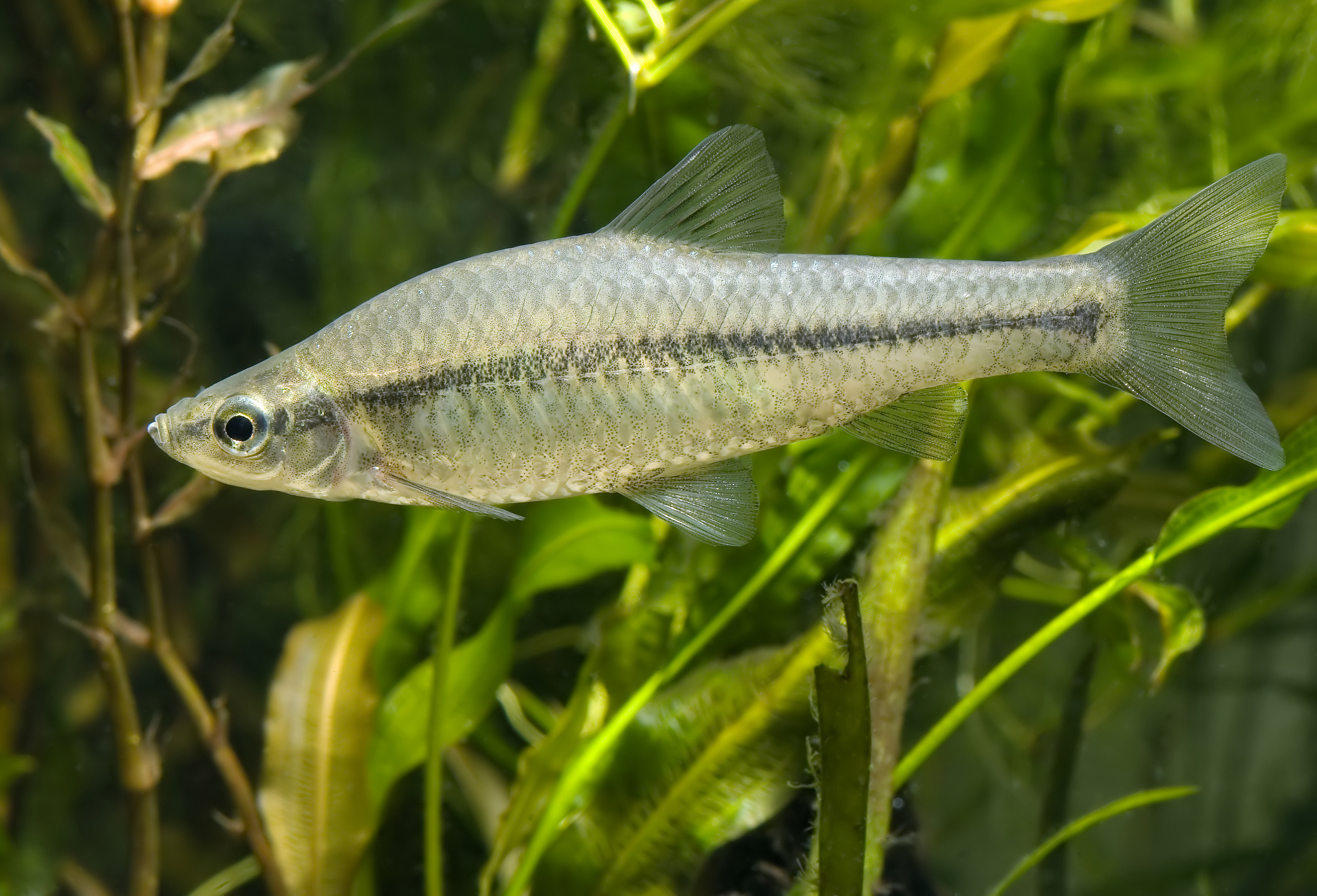
Czebaczek amurski (Pseudorasbora parva) – wschodnioazjatycka ryba introdukowana przypadkowo – stała się w Polsce gatunkiem inwazyjnym

Introdukcja (łac. introductio – wprowadzenie, wstęp) – wprowadzenie nierodzimego gatunku lub niższego taksonu pochodzącego z innego geograficznie regionu, jako nowego elementu danej biocenozy. W rolnictwie jest to celowe wprowadzenie przez człowieka na teren uprawy chronionej organizmów pożytecznych.

## Rodzaje introdukcji
Introdukcja może być efektem celowego działania lub przypadku. Niektórzy autorzy rozdzielają pojęcia introdukcji i zawlekania, definiując je odpowiednio jako celowe i przypadkowe przenoszenie gatunków przez człowieka. Pozostali wyróżniają introdukcję celową (zamierzoną) i przypadkową (niezamierzoną). Gatunki mogą być introdukowane np. w celu biologicznego zwalczenia szkodników roślin, albo jako źródło pożywienia dla ludzi. Przykładami świadomie wprowadzonych obcych gatunków mogą być kozy na Guadalupe i króliki w Australii. Do gatunków zawleczonych należą najczęściej organizmy wodne przenoszone w wodach balastowych statków oraz gryzonie (zwłaszcza szczury).
W botanice wyróżnia się introdukcję bezpośrednią polegającą na tym, że gatunek przywieziony z innego kontynentu da się uprawiać pod warunkiem zachowania tych samych warunków klimatycznych, oraz introdukcję pośrednią, wymagającą wykonania prac hodowlanych (np. krzyżowania przywiezionych gatunków z gatunkami uprawianymi na danym terenie).

## Skutki introdukcji
Introdukcja ma zwykle negatywny wpływ na środowisko. W jej wyniku zostają przełamane przez człowieka naturalne bariery izolujące gatunki. W nowym środowisku introdukowany gatunek nie ma wrogów naturalnych, co może prowadzić do nadmiernego wzrostu jego liczebności, zakłócenia równowagi w biocenozie, a przez to zagrozić gatunkom rodzimym. Wprowadzenie gatunków obcych często prowadzi do wyginięcia gatunków rodzimych.
Negatywnym przykładem introdukcji jest sprowadzenie przez człowieka na kontynent Australii królika, wróbla oraz opuncji, a także sprowadzenie do Polski barszczu Sosnowskiego, który miał być uprawiany na paszę, a okazał się bardzo szkodliwy dla ludzi i zwierząt.
Pozytywnym przykładem introdukcji jest wprowadzanie żółwi olbrzymich z atolu Aldabra na Ile aux Aigrettes, gdzie miały zastąpić w roznoszeniu owoców hebanowców wytępione przez człowieka rodzime żółwie i scynki Leiolopisma mauritiana. Eksperyment uznano za udany. Zaproponowano by wymarłe mastodonty w Stanach Zjednoczonych zastąpić słoniami.